# I Ain't Goin' Out Like That
I Ain't Goin' Out Like That è un singolo del gruppo musicale statunitense Cypress Hill pubblicato nel 1993 in Europa e Australia come terzo estratto dal loro secondo album in studio Black Sunday e come secondo estratto a livello mondiale.